# Stefan Denković
Stefan Denković (in serbo Cтефан Денковић?; Belgrado, 16 giugno 1991) è un calciatore montenegrino, attaccante del Radnik Bijeljina.

## Carriera

### Club
Ha giocato nella prima divisione dei campionati israeliano, serbo, ungherese, polacco, montenegrino, kazako, georgiano e bosniaco.

### Nazionale
Ha giocato nella nazionale montenegrina Under-19.

## Palmarès

### Competizioni nazionali
- Coppa Toto Al: 1

Hapoel Haifa: 2012-2013
- Campionato montenegrino: 1

Sutjeska: 2017-2018
- Supercoppa di Georgia: 1

Dinamo Batumi: 2022